# Coppa panamericana maschile under 19 di pallavolo 2023
La Coppa panamericana maschile under 19 di pallavolo 2023 si è svolta dal 13 al 18 marzo 2023 a Città del Guatemala, in Guatemala: al torneo hanno partecipato otto squadre nazionali under 19 tra nordamericane e sudamericane e la vittoria finale è andata per la seconda volta consecutiva agli Stati Uniti.

## Impianti
|                                                                                             |  |  |
|                                                                                             |  |  |
| Domo Polideportivo de la CDAG Città: Città del Guatemala Capienza: 7 500 Anno d'apertura: - |  |  |

## Regolamento

### Formula
Le squadre hanno disputato una prima fase a gironi con formula del girone all'italiana; al termine della prima fase:
- Le prime tre classificate di ogni girone hanno acceduto alla fase finale per il primo posto, strutturata in quarti di finale, a cui hanno partecipato solo le seconde e le terze classificate, semifinali, finale per il terzo posto e finale.
- Le quarte classificate di ogni girone e le due eliminate ai quarti di finale della fase finale per il primo posto hanno acceduto alla fase finale per il quinto posto, strutturata in semifinale, finale per il settimo posto e finale per il quinto posto.

### Criteri di classifica
Se il risultato finale è stato di 3-0 sono stati assegnati 5 punti alla squadra vincente e 0 a quella sconfitta, se il risultato finale è stato di 3-1 sono stati assegnati 4 punti alla squadra vincente e 1 a quella sconfitta, se il risultato finale è stato di 3-2 sono stati assegnati 3 punti alla squadra vincente e 2 a quella sconfitta.
L'ordine del posizionamento in classifica è stato definito in base a:
- Numero di partite vinte;
- Punti;
- Ratio dei set vinti/persi;
- Ratio dei punti realizzati/subiti;
- Risultati degli scontri diretti.

## Squadre partecipanti
| Squadra     | Qualificazione      | Ultima partecipazione      |
| ----------- | ------------------- | -------------------------- |
| Belize      | -                   | Debutto                    |
| Costa Rica  | -                   | Guatemala 2022             |
| Guatemala   | Paese organizzatore | Guatemala 2022             |
| Messico     | -                   | Guatemala 2022             |
| Nicaragua   | -                   | Repubblica Dominicana 2019 |
| Porto Rico  | -                   | Guatemala 2022             |
| Stati Uniti | -                   | Guatemala 2022             |
| Suriname    | -                   | Debutto                    |

## Torneo

### Fase a gironi
| Girone A    | Girone B   |
| ----------- | ---------- |
| Belize      | Guatemala  |
| Costa Rica  | Nicaragua  |
| Messico     | Porto Rico |
| Stati Uniti | Suriname   |

#### Girone A

##### Risultati
| 13 marzo 2023 Domo Polideportivo de la CDAG, Città del Guatemala Durata: 1h:14 - Spettatori: 100 | Stati Uniti | 3 - 0 | Belize      | 25-11, 25-21, 25-22               |
| 13 marzo 2023 Domo Polideportivo de la CDAG, Città del Guatemala Durata: 1h:09 - Spettatori: 400 | Costa Rica  | 0 - 3 | Messico     | 23-25, 20-25, 16-25               |
| 14 marzo 2023 Domo Polideportivo de la CDAG, Città del Guatemala Durata: 1h:41 - Spettatori: 200 | Stati Uniti | 3 - 1 | Messico     | 23-25, 25-19, 25-19, 25-20        |
| 14 marzo 2023 Domo Polideportivo de la CDAG, Città del Guatemala Durata: 2h:03 - Spettatori: 500 | Costa Rica  | 3 - 2 | Belize      | 25-14, 21-25, 30-32, 25-18, 15-11 |
| 15 marzo 2023 Domo Polideportivo de la CDAG, Città del Guatemala Durata: 1h:06 - Spettatori: 150 | Costa Rica  | 0 - 3 | Stati Uniti | 18-25, 20-25, 17-25               |
| 15 marzo 2023 Domo Polideportivo de la CDAG, Città del Guatemala Durata: 0h:58 - Spettatori: 200 | Messico     | 3 - 0 | Belize      | 25-13, 25-14, 25-15               |

##### Classifica
| Pos | Squadra     | Pt | G | V | P | SV | SP | Ratio | PF  | PS  | Ratio |
| --- | ----------- | -- | - | - | - | -- | -- | ----- | --- | --- | ----- |
| 1   | Stati Uniti | 14 | 3 | 3 | 0 | 9  | 1  | 9,000 | 248 | 192 | 1,291 |
| 2   | Messico     | 11 | 3 | 2 | 1 | 7  | 3  | 2,333 | 233 | 199 | 1,170 |
| 3   | Costa Rica  | 3  | 3 | 1 | 2 | 3  | 8  | 0,375 | 230 | 250 | 0,920 |
| 4   | Belize      | 2  | 3 | 0 | 3 | 2  | 9  | 0,222 | 196 | 266 | 0,736 |

#### Girone B

##### Risultati
| 13 marzo 2023 Domo Polideportivo de la CDAG, Città del Guatemala Durata: 1h:35 - Spettatori: 800   | Porto Rico | 3 - 1 | Nicaragua  | 21-25, 25-19, 25-16, 25-20 |
| 13 marzo 2023 Domo Polideportivo de la CDAG, Città del Guatemala Durata: 1h:03 - Spettatori: 700   | Guatemala  | 3 - 0 | Suriname   | 25-19, 25-8, 25-14         |
| 14 marzo 2023 Domo Polideportivo de la CDAG, Città del Guatemala Durata: 1h:09 - Spettatori: 200   | Porto Rico | 3 - 0 | Suriname   | 25-17, 26-24, 25-19        |
| 14 marzo 2023 Domo Polideportivo de la CDAG, Città del Guatemala Durata: 1h:43 - Spettatori: 1 000 | Guatemala  | 3 - 1 | Nicaragua  | 21-25, 25-20, 25-18, 25-18 |
| 15 marzo 2023 Domo Polideportivo de la CDAG, Città del Guatemala Durata: 1h:17 - Spettatori: 350   | Suriname   | 0 - 3 | Nicaragua  | 22-25, 18-25, 22-25        |
| 15 marzo 2023 Domo Polideportivo de la CDAG, Città del Guatemala Durata: 1h:07 - Spettatori: 1 500 | Guatemala  | 0 - 3 | Porto Rico | 19-25, 18-25, 16-25        |

##### Classifica
| Pos | Squadra    | Pt | G | V | P | SV | SP | Ratio | PF  | PS  | Ratio |
| --- | ---------- | -- | - | - | - | -- | -- | ----- | --- | --- | ----- |
| 1   | Porto Rico | 14 | 3 | 3 | 0 | 9  | 1  | 9,000 | 247 | 193 | 1,279 |
| 2   | Guatemala  | 9  | 3 | 2 | 1 | 6  | 4  | 1,500 | 224 | 197 | 1,137 |
| 3   | Nicaragua  | 7  | 3 | 1 | 2 | 5  | 6  | 0,833 | 236 | 254 | 0,929 |
| 4   | Suriname   | 0  | 3 | 0 | 3 | 0  | 9  | 0,000 | 163 | 226 | 0,721 |

### Fase finale
|  | Quarti     | Quarti     |             |            | Semifinali         | Semifinali         |  |  | Finale 1º/2º posto | Finale 1º/2º posto |
|  |            |            |             |            |                    |                    |  |  |                    |                    |
|  |            |            |             |            |                    |                    |  |  |                    |                    |
|  |            |            |             |            |                    |                    |  |  |                    |                    |
|  | -          | -          |             |            |                    |                    |  |  |                    |                    |
|  | -          | -          |             |            |                    |                    |  |  |                    |                    |
|  | -          | -          |             |            |                    |                    |  |  |                    |                    |
|  | -          | -          | Stati Uniti | 3          |                    |                    |  |  |                    |                    |
|  |            |            | Stati Uniti | 3          |                    |                    |  |  |                    |                    |
|  |            | Costa Rica | 0           |            |                    |                    |  |  |                    |                    |
|  | Guatemala  | Costa Rica | 0           | 0          |                    |                    |  |  |                    |                    |
|  | Guatemala  |            |             | 0          |                    |                    |  |  |                    |                    |
|  | Costa Rica | 3          |             |            |                    |                    |  |  |                    |                    |
|  | Costa Rica | 3          | Stati Uniti | 3          |                    |                    |  |  |                    |                    |
|  |            |            | Stati Uniti | 3          |                    |                    |  |  |                    |                    |
|  |            | Messico    | 0           |            |                    |                    |  |  |                    |                    |
|  | -          | Messico    | 0           | -          |                    |                    |  |  |                    |                    |
|  | -          |            |             | -          |                    |                    |  |  |                    |                    |
|  | -          | -          |             |            |                    |                    |  |  |                    |                    |
|  | -          | -          | Porto Rico  | 0          | Finale 3º/4º posto | Finale 3º/4º posto |  |  |                    |                    |
|  |            |            | Porto Rico  | 0          | Finale 3º/4º posto | Finale 3º/4º posto |  |  |                    |                    |
|  |            | Messico    | 3           |            |                    |                    |  |  |                    |                    |
|  | Messico    | Messico    | 3           | 3          | Porto Rico         | 3                  |  |  |                    |                    |
|  | Messico    |            |             | 3          | Porto Rico         | 3                  |  |  |                    |                    |
|  | Nicaragua  | 0          |             | Costa Rica | 2                  |                    |  |  |                    |                    |
|  | Nicaragua  | 0          |             |            | 2                  |                    |  |  |                    |                    |
|  |            |            |             |            |                    |                    |  |  |                    |                    |
|  |            |            |             |            |                    |                    |  |  |                    |                    |

#### Quarti di finale
| 16 marzo 2023 Domo Polideportivo de la CDAG, Città del Guatemala Durata: 1h:09 - Spettatori: 1 000 | Guatemala | 0 - 3 | Costa Rica | 21-25, 13-25, 21-25 |
| 16 marzo 2023 Domo Polideportivo de la CDAG, Città del Guatemala Durata: 1h:03 - Spettatori: 200   | Messico   | 3 - 0 | Nicaragua  | 25-13, 25-20, 25-15 |

#### Semifinali
| 17 marzo 2023 Domo Polideportivo de la CDAG, Città del Guatemala Durata: 1h:00 - Spettatori: ?   | Stati Uniti | 3 - 0 | Costa Rica | 25-19, 25-19, 25-15 |
| 17 marzo 2023 Domo Polideportivo de la CDAG, Città del Guatemala Durata: 1h:14 - Spettatori: 500 | Porto Rico  | 0 - 3 | Messico    | 22-25, 14-25, 29-31 |

#### Finale 3º posto
| 18 marzo 2023 Domo Polideportivo de la CDAG, Città del Guatemala Durata: 1h:49 - Spettatori: 1 000 | Porto Rico | 3 - 2 | Costa Rica | 24-26, 25-22, 18-25, 25-22, 15-12 |

#### Finale
| 18 marzo 2023 Domo Polideportivo de la CDAG, Città del Guatemala Durata: 1h:16 - Spettatori: 1 500 | Messico | 0 - 3 | Stati Uniti | 23-25, 22-25, 20-25 |

#### Finali 5º e 7º posto
|  | semifinali | semifinali | semifinali |           |           | finale 5º posto | finale 5º posto | finale 5º posto |  |
|  |            |            |            |           |           |                 |                 |                 |  |
|  | Suriname   | Suriname   | 2          |           |           |                 |                 |                 |  |
|  | Suriname   | Suriname   | 2          |           |           |                 |                 |                 |  |
|  | Nicaragua  | Nicaragua  | 3          |           |           |                 |                 |                 |  |
|  | Nicaragua  | Nicaragua  | 3          |           | Nicaragua | Nicaragua       | 0               |                 |  |
|  |            |            |            |           | Nicaragua | Nicaragua       | 0               |                 |  |
|  |            |            | Guatemala  | Guatemala | 3         |                 |                 |                 |  |
|  | Belize     | Belize     | Guatemala  | Guatemala | 3         | 0               |                 |                 |  |
|  | Belize     | Belize     |            |           |           | 0               |                 |                 |  |
|  | Guatemala  | Guatemala  | 3          |           |           | finale 7º posto | finale 7º posto | finale 7º posto |  |
|  | Guatemala  | Guatemala  | 3          |           |           |                 |                 |                 |  |
|  |            |            |            |           |           |                 |                 |                 |  |
|  |            |            |            |           |           | Suriname        | Suriname        | 0               |  |
|  |            |            |            |           |           | Suriname        | Suriname        | 0               |  |
|  |            |            |            |           |           | Belize          | Belize          | 3               |  |

##### Semifinali
| 17 marzo 2023 Domo Polideportivo de la CDAG, Città del Guatemala Durata: 1h:50 - Spettatori: 100 | Suriname | 2 - 3 | Nicaragua | 26-28, 25-20, 18-25, 25-29, 7-15 |
| 17 marzo 2023 Domo Polideportivo de la CDAG, Città del Guatemala Durata: 1h:11 - Spettatori: 300 | Belize   | 0 - 3 | Guatemala | 23-25, 16-25, 17-25              |

#### Finale 7º posto
| 18 marzo 2023 Domo Polideportivo de la CDAG, Città del Guatemala Durata: 1h:13 - Spettatori: 100 | Suriname | 0 - 3 | Belize | 19-25, 22-25, 18-25 |

#### Finale 5º posto
| 18 marzo 2023 Domo Polideportivo de la CDAG, Città del Guatemala Durata: 1h:12 - Spettatori: 300 | Nicaragua | 0 - 3 | Guatemala | 24-26, 21-25, 22-25 |

## Classifica finale
| Pos     | Squadra     | Rosa |
| ------- | ----------- | --- |
| Oro     | Stati Uniti | Formazione: 1 Larson, 5 Turner, 6 Loiola, 7 Taliaferro, 10 Preuitt, 11 Kearney, 12 Foley, 13 Kelly, 14 Sani, 15 Aruya, 16 Rosenthal, 18 Gabriel, CT: Fuerbringer                 |
| Argento | Messico     | Formazione: 1 Miranda, 2 Murilo, 3 Sagnelli, 7 Vargas, 9 Sánchez, 10 Ramírez, 11 Serrano, 12 Soto, 14 Vázquez, 16 Adame, 17 Cadena, 21 Hernández, CT: Viña                       |
| Bronzo  | Porto Rico  | Formazione: 1 Sánchez, 2 Velázquez, 4 Henwood, 7 Torres, 12 Rosado, 13 Figueroa, 14 Rivera, 15 Rodríguez, 16 Roark, 17 González, 18 Ortiz, 19 Ríos, CT: de Sevilla               |
| 4       | Costa Rica  | Formazione: 1 Vargas, 2 Deyk. Guido, 4 González, 5 Córdoba, 7 Araya, 8 Vanega, 9 Rodríguez, 10 Deys. Guido, 12 Obando, 14 Wilson, 15 Brown, 19 Grant, CT: Argüello               |
| 5       | Guatemala   | Formazione: 1 Villatoro, 2 Rivas, 3 Recinos, 4 Marroquín, 5 J. González, 6 F. González, 7 Paz, 10 Mendoza, 12 B. González, 13 Wandel, 14 Mendizabal, 17 Velásquez, CT: Castañeda |
| 6       | Nicaragua   | Formazione: 2 Urbina, 3 Bermúdez, 4 Peralta, 6 Castillo, 8 Guadamuz, 10 Ruiz, 11 Hernández, 12 Palacios, 13 Solís, 14 Cuarezma, 15 Álvarez, 16 Rugama, CT: Mena                  |
| 7       | Belize      | Formazione: 2 Smith, 3 Thomas, 4 Garbutt, 6 Mejia, 7 Requena, 8 Mahler, 9 Richardson, 10 Barber, 11 Gill, 12 Musa, 14 Chaplin, 15 Sutherland, CT: Humes                          |
| 8       | Suriname    | Formazione: 1 Benschop, 2 Jackson, 3 Lee A Leong, 5 Ritfeld, 6 Hiwat, 7 Ceder, 8 Margaret, 10 Meijer, 11 Linger, 12 Sibendi, 14 Jambo, 18 Anakaba, CT: Vliet                     |

## Premi individuali
| Premio                | Nome            | Squadra     |
| --------------------- | --------------- | ----------- |
| MVP                   | Tread Rosenthal | Stati Uniti |
| Miglior realizzatore  | Stanley Grant   | Costa Rica  |
| Miglior servizio      | Adolfo Rivas    | Guatemala   |
| Miglior difesa        | Osmar Peralta   | Nicaragua   |
| Miglior ricevitore    | Kallen Larson   | Stati Uniti |
| Miglior palleggiatore | Tread Rosenthal | Stati Uniti |
| Miglior opposto       | Yulius Brown    | Costa Rica  |
| Miglior schiacciatore | Sean Kelly      | Stati Uniti |
| Miglior schiacciatore | Franco Roark    | Porto Rico  |
| Miglior centrale      | Ángelo Guadamuz | Nicaragua   |
| Miglior centrale      | Joshua Aruya    | Stati Uniti |
| Miglior libero        | Osmar Peralta   | Nicaragua   |